# Drown
«Drown» es una canción de la banda de rock británica Bring Me the Horizon lanzada el 23 de octubre de 2014. Originalmente lanzada como single independiente, una versión remezclada aparece en el quinto álbum de estudio de la banda, That's the Spirit. La canción, musicalmente, marca un alejamiento del sonido metalcore previamente establecido de la banda. Más bien, fue descrita por los críticos como una canción pop punk, emo y rock siendo la más tarde exhibida como arena rock. Está disponible para jugar en el videojuego musical Guitar Hero Live tras ser agregada el 12 de enero de 2016.
Alcanzó el número 17 en el Reino Unido, convirtiéndose en el primer single top 20 de la banda en su país de origen.

## Publicación
La canción fue anunciada el 13 de octubre de 2014 en las cuentas de redes sociales de la banda. La canción se filtró el 21 de octubre de 2014 en YouTube por accidente debido a un error de Epitaph Records, el sello discográfico de la banda en Estados Unidos. Posteriormente se estrenó oficialmente en BBC Radio 1 ese mismo día. Después de que saliera al aire en BBC Radio 1, Zane Lowe entrevistó a Oliver Sykes. Se había informado que "Drown" no aparecería en ningún álbum de estudio de la banda, sin embargo, más tarde se anunció que la canción sería la pista 9 del álbum de 2015 That's the Spirit, aunque como una versión remezclada.
"Drown" estaba programado para ser lanzado en iTunes el 7 de diciembre de 2014. Sin embargo, a principios de octubre, Oliver Sykes comenzó a bromear con letras en forma de fotos en Twitter. También publicó un mensaje indicando que si "#DROWN" comenzaba a ser tendencia en Twitter, lanzarían la canción antes. Drown fue lanzado en iTunes el 3 de noviembre de 2014. "Drown" fue publicado como un disco de imágenes en el Reino Unido el 7 de diciembre. Fue nominado para el Premio Kerrang! al Mejor Sencillo.
Más tarde, el 8 de septiembre de 2015, la banda interpretó una versión acústica de "Drown" que fue junto a "Happy Song" y "Throne" parte de una sesión de radio en Maida Vale Studios para BBC Radio 1 con Annie Mac. Además, estuvo acompañada por un pequeño grupo de violinistas. El 25 de diciembre de 2015, la banda lanzó la actuación acústica de BBC Radio 1 de "Drown" como single independiente.

## Video musical
El video musical de la pista fue lanzado el 21 de octubre de 2014 a través de su cuenta Vevo. Presenta a la banda interpretando la pista "bastante rígidamente", siendo descrita como "muy lejos de sus enérgicos shows en vivo".
En noviembre de 2020, la canción llegó a 97 millones de visitas en YouTube.

## Créditos
- Oliver Sykes – voz principal y producción
- Lee Malia – guitarra
- Matt Kean – guitarra de bajos
- Jodan Fish – teclas, programación, producción y coros
- Matt Nicholls – tambores, percusión

## Posicionamiento en listas
| Lista (2014)                                            | Posición más alta |
| ------------------------------------------------------- | ----------------- |
| Alemania (Official German Charts)                       | 90                |
| Australia (ARIA)                                        | 27                |
| Austria (Ö3 Austria Top 40)                             | 63                |
| Bélgica (Flandes) (Ultratop 50)                         | 30                |
| Escocia (OCC)                                           | 11                |
| Estados Unidos (Billboard Bubbling Under Hot 100)       | 9                 |
| Estados Unidos (Billboard Hot Rock & Alternative Songs) | 11                |
| Estados Unidos (Billboard Rock Airplay)                 | 29                |
| Hungría (Single Top 40)                                 | 38                |
| Reino Unido (OCC)                                       | 17                |
| Reino Unido Rock & Metal (OCC)                          | 1                 |

| Lista (2015)                                            | Posición |
| ------------------------------------------------------- | -------- |
| Estados Unidos (Billboard Hot Rock & Alternative Songs) | 64       |

## Certificaciones
| País        | Organismo certificador | Certificación | Ventas certificadas | Ref.   |
| ----------- | ---------------------- | ------------- | ------------------- | ------ |
| Australia   | ARIA                   | Oro           | 35 000              | [ 27 ] |
| Reino Unido | BPI                    | Plata         | 200 000             | [ 28 ] |